# كلوديا أليندي
كلوديا أليندي (ولدت كلوديا مانفرين أليندي في 9 أكتوبر 1993 في فرانسيسكو بيلترو ، بارانا ، البرازيل) مغنية برازيلية ، عارضة أزياء ورائدة أعمال.  مالك بلانك ميديا ومؤسس برجر بابيس.

## مهنياً
في عام 2014 ، شاركت أليندي في مسابقة ملكة جمال بومب وحلت في المركز الثاني ، حيث خسرت أمام إنديانارا كارفالهو. وجد اليندي الشهرة على الإنترنت باعتباره شبيهه ميغان فوكس . بحلول عام 2015 ، كان يتبع النموذج البرازيلي 2.8 مليون شخص على إنستغرام وحصل على 2.1 مليون جنيه إسترليني من موافقات رفيعة المستوى من وسائل الإعلام الاجتماعية. اعتبارًا من نوفمبر 2017 ، كان لدى أليندي أكثر من 10 ملايين متابع على إنستغرام .